# ورد لامع
ورد لامع (الاسم العلمي:Rosa nitida) هو نوع من النباتات يتبع جنس الورد من الفصيلة الوردية.